# Family Four
Family Four – szwedzki zespół muzyczny działający w latach 1964-1989, reprezentant Szwecji podczas Konkursu Piosenki Eurowizji w 1971 i 1972 roku.

## Dyskografia

### Albumy studyjne
- 1971: 1971
- 1971: Family Four's jul
- 1972: Picknick
- 1973: Family Four på Berns

### Albumy kompilacyjne
- 2000: Family Four: Guldkorn (reedycja)